# 尚敬王
尚敬（琉球語：／  ?；1700年8月3日—1752年3月14日），字允中，是琉球國第二尚氏王朝第十三代國王。1713年至1752年在位。他是第十二代尚益王之子。
他在位期間，支持三司官蔡溫進行改革。
1712年（康熙五十一年）日本薩摩藩同意琉球國司尚敬恢復琉球國王的稱號。
1718年（康熙五十七年），清康熙帝派遣翰林院檢討海寶、編修徐葆光為正副冊封使，前往琉球國，冊封尚敬為王。

## 家族
- 父 尚益王
- 母 聞得大君加那志（童名思真鶴金，號坤宏。第八代聞得大君）
- 妃 聞得大君加那志馬氏（童名思龜樽金，號仁室。馬氏小祿殿內七世名護親方良信馬如飛次女。第九代聞得大君）
- 子女
  - 長子 尚穆、(中城王子朝康，母為妃馬氏)
  - 次子 尚和、(讀谷山王子朝憲，讀谷山御殿元祖，母為妃馬氏)
  - 長女 津嘉山翁主（童名眞鶴金，號寛室。母為妃馬氏。蔡氏十二世具志頭親方廷儀 (蔡翼，蔡溫的長子)之妻。第十代聞得大君）
  - 次女 瑞慶覽翁主（童名思戸金，號順成。母為妃馬氏。伊江御殿七世伊江王子朝倚向依仁之妻。第十一代聞得大君）
  - 三女 安谷屋翁主（童名真嘉戶樽金，號寂照。母為妃馬氏。享年13歲）

## 腳註
1. ↑  《王代記[永久]》，第41頁

| 尚敬王        |                                        |               |
| 前任： 尚益王 | 第十三代第二尚氏王朝國王 1713年—1752年 | 繼任： 尚穆王 |
| 前任： 尚益王 | 第二十三代琉球國中山王 1713年—1752年   | 繼任： 尚穆王 |